# Acetabulastoma subrhomboideum
Acetabulastoma subrhomboideum is een mosselkreeftjessoort uit de familie van de Paradoxostomatidae. De wetenschappelijke naam van de soort is voor het eerst geldig gepubliceerd in 1974 door Schornikov.